# Johann Klier
Johann Klier (* 15. Juli 1901 in Stadtsteinach; † 18. Februar 1955 in Frankfurt am Main) war als SS-Unterscharführer an der „Aktion T4“ und der „Aktion Reinhardt“ beteiligt.

## Leben
Klier absolvierte eine Bäckerlehre und wurde 1931 Bäckermeister. Zum 1. Februar 1933 trat er der NSDAP bei (Mitgliedsnummer 1.465.858) und schloss sich im selben Jahr der SA an. Von 1934 bis 1940 war er in Heddernheim im Kupferwerk beschäftigt. Nach Ausbruch des Zweiten Weltkrieges wurde er 1940 im Rahmen der „Aktion T4“ zum Dienst in der NS-Tötungsanstalt Hartheim verpflichtet, wo er das Heizsystem wartete. Danach wurde Klier im Rahmen der „Aktion Reinhardt“ im August 1942 in das Vernichtungslager Sobibor versetzt, wo er die Bäckerei leitete und in der Sortierbaracke für die Schuhe der jüdischen Opfer zuständig war. Während des Aufstandes von Sobibor war Klier nicht im Lager anwesend. Nach Beendigung der „Aktion Reinhardt“ wurde Klier Ende 1943, wie auch der Großteil des Personals der „Aktion Reinhardt“, zur Operationszone Adriatisches Küstenland nach Triest versetzt. Hier war er Angehöriger der „Sonderabteilung Einsatz R“, die der „Judenvernichtung“, der Konfiszierung jüdischen Vermögens und der Partisanenbekämpfung diente. Am 5. Mai 1945 geriet er in Italien in Kriegsgefangenschaft, aus der er Mitte Juni 1945 wieder entlassen wurde. Danach war er von Dezember 1945 bis Februar 1949 erneut interniert.
Aufgrund einer Aussage Josef Hirtreiters, der bereits 1946 aufgrund des Ermittlungsverfahrens bezüglich der Tötung Behinderter in der „Euthanasie“-Anstalt Hadamar festgenommen und 1951 im ersten Treblinka-Prozess zu lebenslanger Haft verurteilt wurde, ermittelte die Staatsanwaltschaft Frankfurt gegen Klier und Hubert Gomerski, der ebenfalls in Sobibor eingesetzt war. Die Verhandlung vor dem Landgericht Frankfurt am Main beinhaltete als Verfahrensgegenstand die Teilnahme an Massentötungen durch Selektion der Insassen eintreffender Bahntransporte, sowie die Misshandlung und Erschießung von Juden. Das Verfahren endete am 25. August 1950 mit der Urteilsverkündung. Während Klier freigesprochen wurde, erhielt Gomerski wegen Mordes in einer unbestimmten Anzahl von Fällen eine lebenslange Zuchthausstrafe.
Klier, der von Sobiborüberlebenden als einer der relativ menschlichen SS-Männer bezeichnet wurde, starb im Februar 1955.